# Chiến tranh sinh học
Chiến tranh sinh học là việc sử dụng độc tố sinh học hoặc các tác nhân lây nhiễm như vi khuẩn, vi rút và nấm với mục đích giết người, động vật hoặc thực vật hoặc làm con người mất khả năng hoạt động, như một hành động chiến tranh. Vũ khí sinh học (còn được gọi là "tác nhân đe dọa sinh học" hoặc "tác nhân sinh học") là sinh vật sống hoặc nhân bản (vi rút, mà không được coi là vật "sống") sinh sản hoặc tái tạo trong cơ thể nạn nhân. Chiến tranh côn trùng (côn trùng) cũng được coi là một loại vũ khí sinh học. Loại chiến tranh này khác biệt với chiến tranh hạt nhân và chiến tranh hóa học, cùng với chiến tranh sinh học tạo nên NBC, chiến lược quân sự, sinh học và chiến tranh hóa học sử dụng vũ khí hủy diệt hàng loạt (WMD). Không vũ khí nào trong số này là vũ khí thông thường, mà được triển khai chủ yếu cho tiềm năng nổ, chuyển động, hoặc gây cháy của chúng.
Vũ khí sinh học có thể được sử dụng theo nhiều cách khác nhau để đạt được một lợi thế chiến lược hoặc chiến thuật đối với kẻ thù, hoặc bằng các mối đe dọa hoặc bằng cách triển khai thực tế. Giống như một số vũ khí hóa học, vũ khí sinh học cũng có thể hữu ích như vũ khí loại trừ khu vực. Các tác nhân này có thể gây tử vong hoặc không gây chết người, và có thể được nhắm mục tiêu chống lại một cá nhân, một nhóm người, hoặc thậm chí toàn bộ dân số. Chúng có thể được phát triển, thu thập, lưu trữ hoặc triển khai bởi các quốc gia hoặc các nhóm không thuộc quốc gia. Trong trường hợp thứ hai, hoặc nếu một quốc gia-nhà nước sử dụng nó một cách bí mật, nó cũng có thể được coi là khủng bố sinh học.